# Buenos Aires, Cerro Azul
Buenos Aires är en ort i Mexiko.   Den ligger i kommunen Cerro Azul och delstaten Veracruz, i den sydöstra delen av landet, 240 km nordost om huvudstaden Mexico City. Buenos Aires ligger 145 meter över havet och antalet invånare är 119.
Terrängen runt Buenos Aires är platt västerut, men österut är den kuperad. Runt Buenos Aires är det ganska glesbefolkat, med 36 invånare per kvadratkilometer. Närmaste större samhälle är Temapache, 15,9 km sydost om Buenos Aires. Trakten runt Buenos Aires består till största delen av jordbruksmark.